# Кордон (Андреапольский район)
Кордон — хутор в Андреапольском городском округе Тверской области.

## География
Находится в западной части Тверской области на расстоянии приблизительно 14 км на северо-запад по прямой от города Андреаполь.

## История
Хутор еще не был отмечен на карте 1939 года. Его отметили на карте 1980 года. До 2019 года входил в Торопацкое сельское поселение Андреапольского района до их упразднения.

## Население
Численность населения: 0 человек в 2002 году, 1 в 2010.